# Rickenbach (Solothurn)
Rickenbach is een gemeente en plaats in het Zwitserse kanton Solothurn en maakt deel uit van het district Olten.

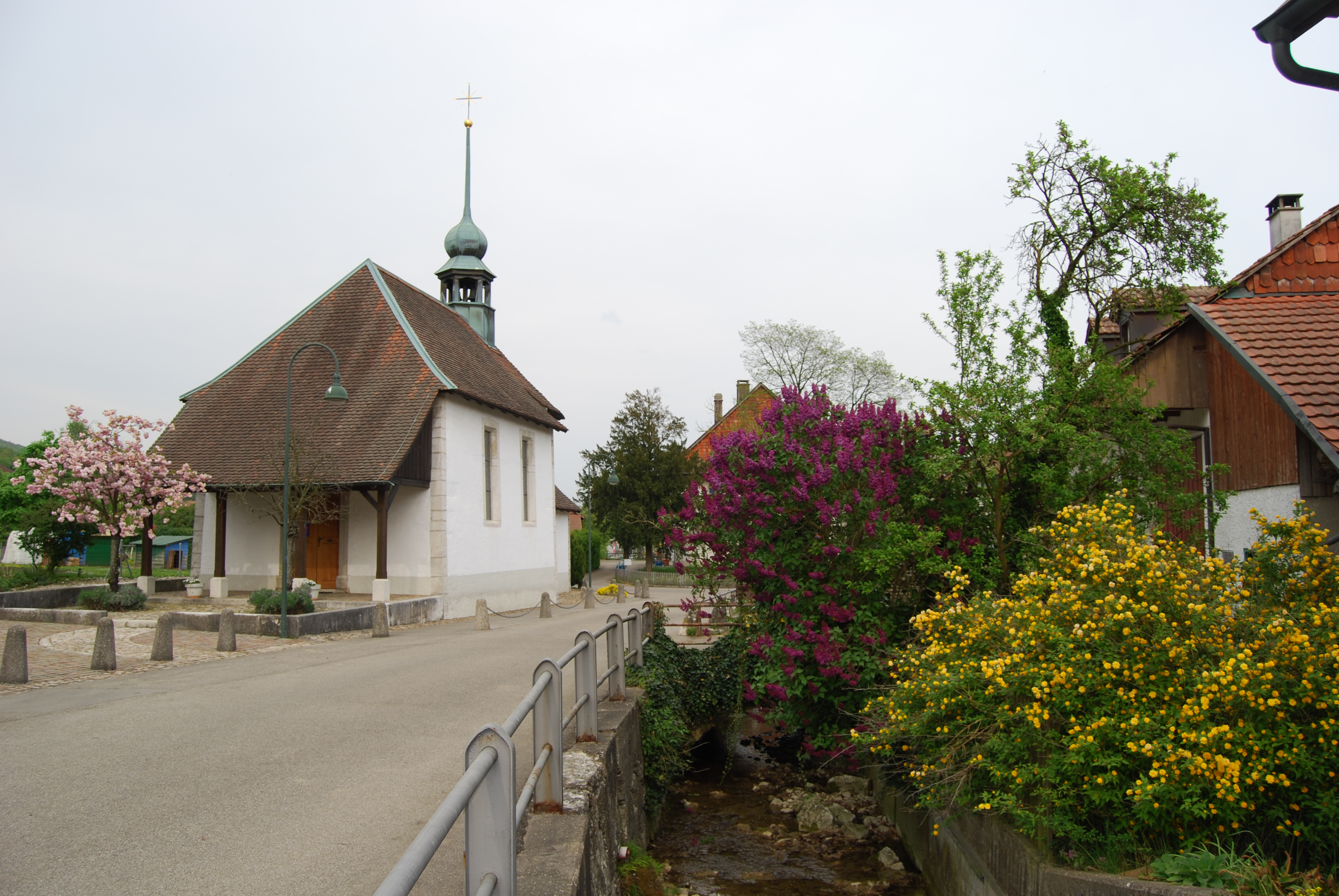
Rickenbach

Rickenbach telt 861 inwoners.